# Değirmentepe
Değirmentepe o Değirmentepe Hüyük es un yacimiento arqueológico que se encuentra a 50 km al norte del río Éufrates, a 24 km al noreste de la provincia de Malatya, en Anatolia oriental. Está inmerso en la zona de embalse de las presas de Karakaya y Atatürk. Las excavaciones de rescate se realizaron en 1978 bajo la supervisión de Ufuk Esin, de la Universidad de Estambul, y se interrumpieron en 1989 por la inundación de las presas.
En este montículo se han descubierto cuatro capas arqueológicas, datadas por técnicas como el carbono-14 y las trazas de fusión:
1. Edad Media (periodo romano-bizantino tardío);
2. Edad del Hierro (1000 a .C.);
3. Edad del Bronce antigua I (cultura Karaz o Khirbet Kerak, finales del IV milenio-principios del III milenio a. C.);
4. Edad del Cobre (cultura de El Obeid, segunda mitad del V milenio a. C.)[2]

El nivel calcolítico Değirmentepe de Obeïd-4 de la segunda mitad del V milenio a. C., del que son contemporáneos los yacimientos de Tülintepe, Seyh Hüyük y Kurban Hüyük, contiene esqueletos de adolescentes con cráneos deformados. Los restos de esta fase cultural perteneciente a la Edad del Cobre están relativamente bien conservados. Sin embargo, hay graves daños causados por las crecidas ocasionales del río Éufrates, sobre todo en las estructuras arquitectónicas y los cementerios. No se observan deformaciones craneales en los restos humanos encontrados e identificados en los periodos de la Edad del Hierro y en los niveles medievales de Değirmentepe.
El periodo calcolítico de este antiguo poblado se caracteriza por sus casas rectangulares de adobe que se comunican entre sí. Los animales domésticos, como los perros, las ovejas, las cabras, los cerdos y el ganado vacuno, no se introdujeron hasta principios del Calcolítico. La cebada, el trigo, la avena y los guisantes eran las plantas más cultivadas. En el yacimiento se ha encontrado una gran cantidad de cerámica característica de la cultura de El Obeid. Los arqueólogos han descubierto 450 sellos que indican la presencia de notables capaces de gestionar la producción.